# Zúrich
Zúrich (en alemán: Zürich, AFI: [ˈtsyːʁɪç, ˈtsʏrɪç]; en francés: Zurich, AFI: [zyʁik]; en italiano: Zurigo, AFI: [dzuˈriːɡo]; en romanche: Turitg, AFI: [tuˈritɕ]) es la mayor ciudad de la Confederación Suiza, con una población de 443 037 habitantes y un área metropolitana de 1 456 786 habitantes. Es la capital del cantón de Zúrich y se halla en la llanura central de Suiza y próxima a los Alpes. Es el motor financiero del país, teniendo a diversas empresas multinacionales ahí su sede mundial, como UBS, ABB, Credit Suisse, Zurich Insurance Group, FIFA, Holcim, On, Adecco, y Lindt & Sprüngli. Zúrich está considerada la ciudad más cara del mundo, pero también se encuentra a la cabeza de las ciudades con mayor calidad de vida; no solamente por su economía, sino también por su innovación, naturaleza, transporte, eficiencia, cultura, arte, sanidad y seguridad. Así lo subrayan los estudios «Mejores Ciudades del Mundo para vivir» de The Economist en 2022 (3.ª posición) «Ranking de Calidad de Vida» de Monocle en 2022 (2.ª posición) y «Ciudades de mayor calidad de vida» de Mercer (2.ª posición), «IMD Ciudades Inteligentes 2023» (1.ª posición).

## Historia

Vistas desde el río Limmat, con el lago de Zúrich detrás, al centro histórico de Zúrich, que incluye la iglesia de Grossmünster.

Los primeros asentamientos en la ciudad se remontan al año 15 a. C., con la fundación de la aduana romana Turicum, y en el siglo X adquirió el estatus de ciudad. Rodeando al pequeño casco antiguo se disponen los Kreise (distritos) de Zúrich, ordenados según el sentido de las agujas del reloj. La ciudad moderna sirve de contraste con la histórica, gracias a los numerosos y vanguardistas bancos, tiendas de lujo y modernos bares y cafés. Uno de los símbolos de la ciudad es el lago de Zúrich.
El origen del nombre es la palabra celta Turus, como lo sugiere una inscripción en una tumba que data de la ocupación romana en el siglo II. El nombre romano del pueblo era Turicum, y en el dialecto local del alemán de Suiza se llama Züri.

### Orígenes

Logo de la ciudad de Zúrich

Durante la era del Imperio romano, Turicum fue fundada por las tropas romanas como un puesto estratégico de aduanas y sirvió de fuerte junto al Limmat. Los primeros asentamientos se sitúan en el actual Lindenhof y se cree que durante la etapa romana, Turicum llegó a contar con 300 habitantes. Según la leyenda, en Zúrich fueron apresados y ejecutados hacia 300 d. C. los santos patrones de la ciudad Félix y Régula, al igual que su sirviente Exuperantus, todos ellos procedentes de la legión de Tebas. Poco antes de la retirada del Imperio en 401 d. C., el emperador Valentiniano I mandó construir un castillo con diez torres en el Lindenhof para proteger las aduanas contra los pueblos germánicos que amenazaban desde el norte.

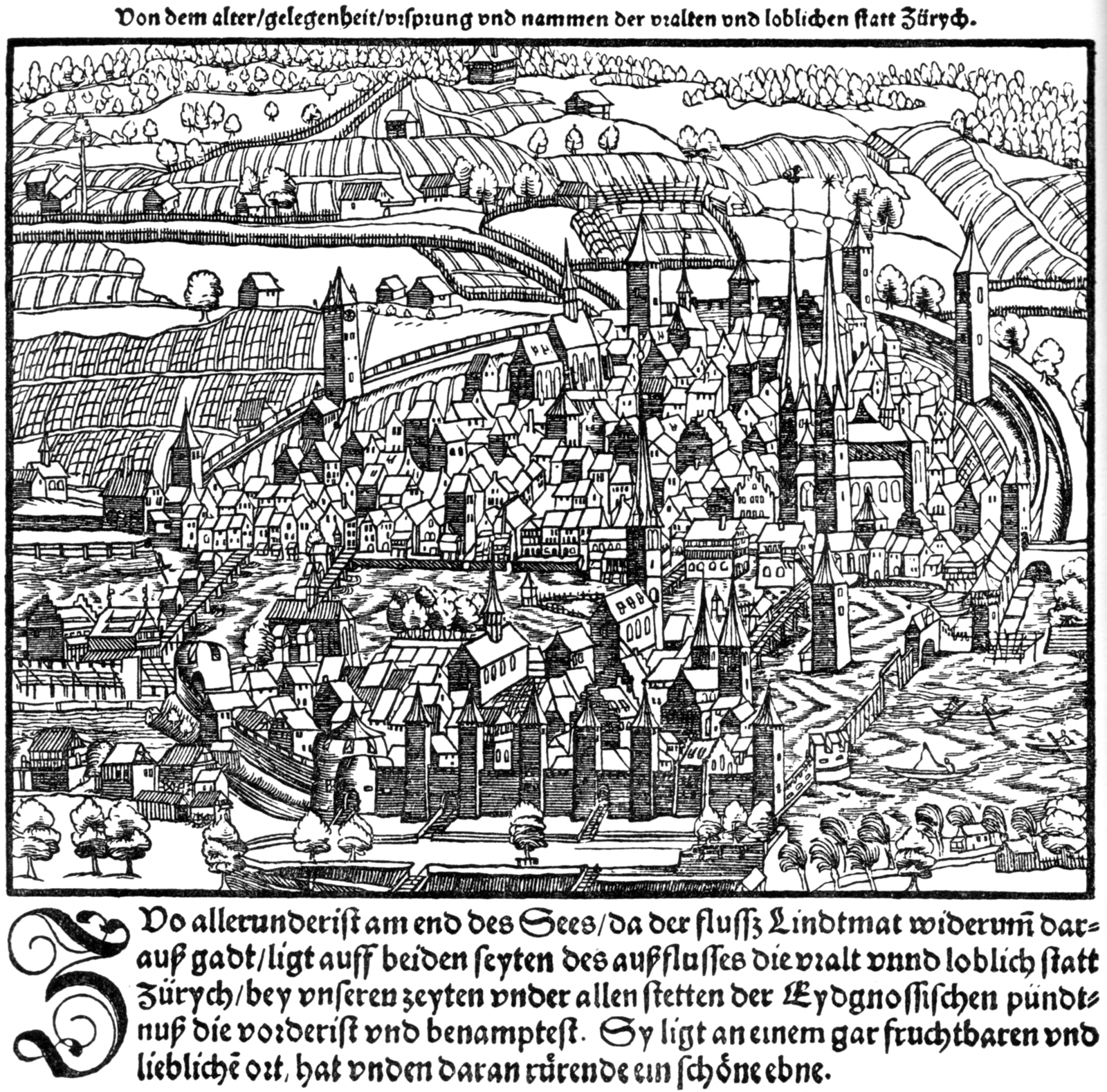
Xilografía de Zúrich en la Crónica de Stumpf, 1548

En el siglo VIII se construyó el Kaiserpfalz (palacio del emperador), un castillo para el que se emplearon piedras del anterior y derruido castillo romano. Hacia 853 Luis el Germánico, nieto de Carlomagno, fundó el Fraumünster o 'convento de mujeres' y veinte años después se levantó la primera iglesia de dicho convento. Sin embargo, se han encontrado restos de una posible iglesia del siglo VI en los terrenos de la iglesia de San Pedro. En el año 929 se recoge por escrito la primera mención de Zúrich como ciudad. En 1045 el rey Enrique III el Negro concede al convento (más concretamente a la princesa abadesa) los derechos de mercado, aduana y moneda de la ciudad de Zúrich, quedando la ciudad bajo el monopolio eclesiástico. La ciudad se convirtió en ciudad imperial en el año 1218, cuando murieron los duques de Zähringen y quedó bajo el amparo del emperador Federico II. Pocos años después, la burguesía provocó una rebelión que culminó con la destrucción del palacio y la construcción del primer ayuntamiento en ese mismo emplazamiento. Hacia 1229 llegaron a Zúrich los dominicos, quienes erigen la iglesia de los Predicadores.

### Poder de la Antigua Confederación Suiza

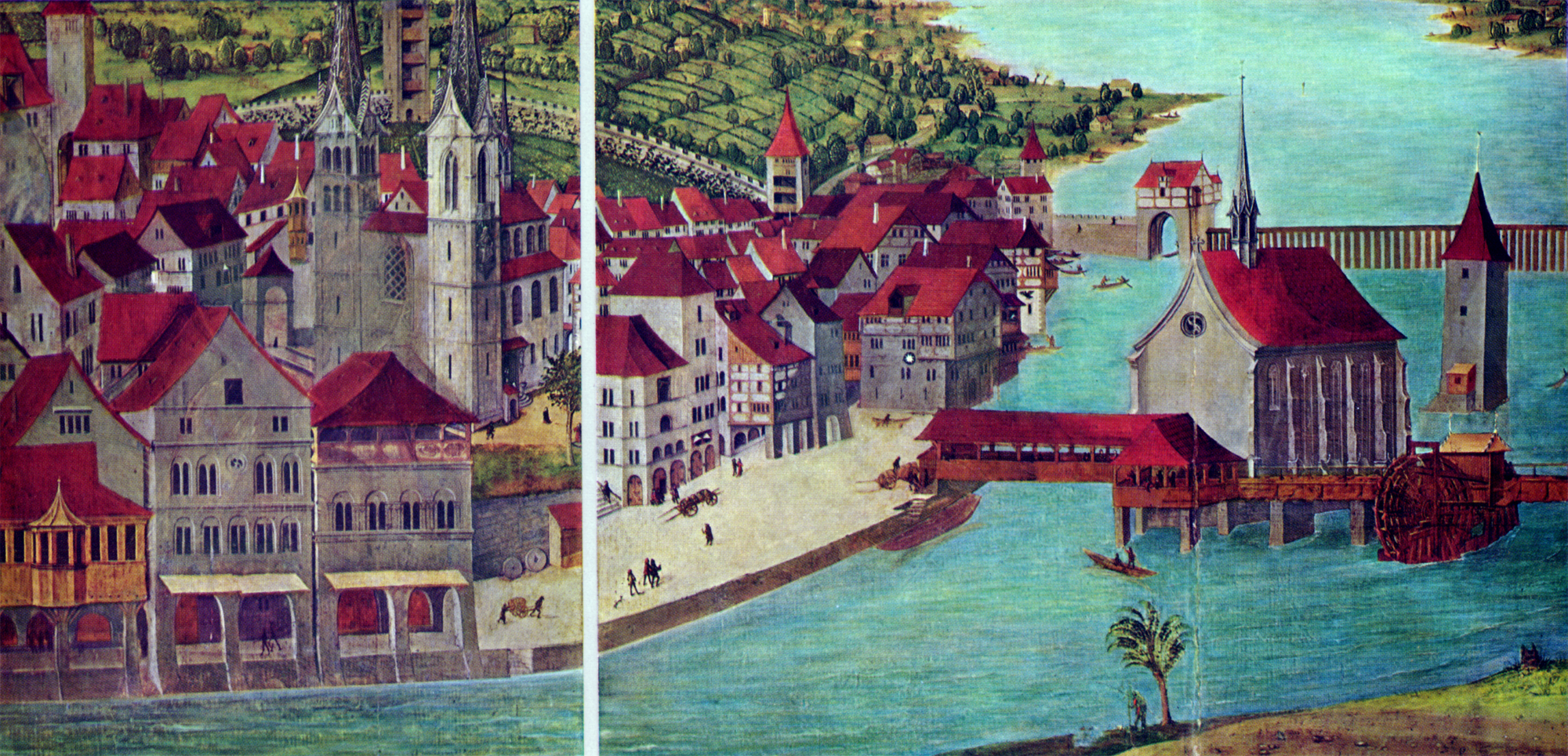
Panorámica de la ciudad y el Limmat en el

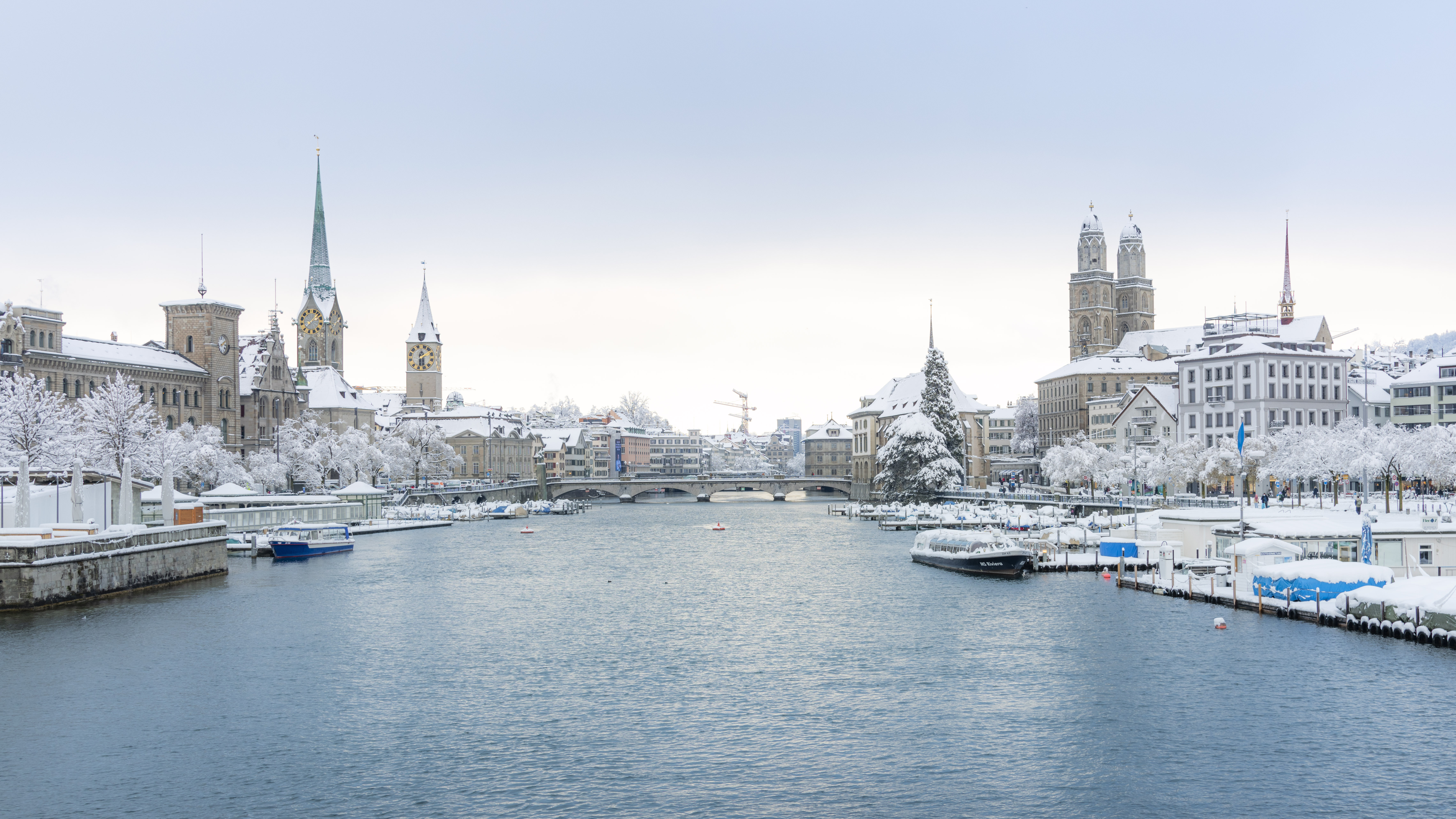
Zúrich en invierno de 2021.

En 1230 la ciudad se fortificó con una muralla levantada por la burguesía y que ocupaba una superficie de unos 0,38 km². La fortaleza se componía de dos murallas paralelas de 7 m de altura y unos 1250 m de longitud. A lo largo del siglo XIII se sucedieron las fundaciones de los conventos franciscanos y agustinos, y a finales de siglo falleció el rey Rodolfo I de Habsburgo. Fue entonces cuando se creó la Antigua Confederación Suiza; en 1291, un año después, el duque Alberto I de Habsburgo trató de sitiar la ciudad, sin éxito. El famoso manuscrito ilustrado conocido como el Codex Manesse, ahora en Heidelberg (descrito como «el manuscrito alemán más maravillosamente iluminado en siglos»), fue encargado por la familia Manesse de Zúrich, copiado e ilustrado en la ciudad en el período comprendido entre 1304 y 1340. Documento de un trabajo y prestigio muy altos, necesitó varios años por su detallada escritura y pinturas en miniatura. Es un testigo de excepción de la creciente riqueza y orgullo de los ciudadanos de Zúrich de la época.
El 7 de junio de 1336, el caballero Rudolf Brun sustituyó el concejo de Zúrich por la primera constitución gremial o carta juramentada del 16 de julio. El propio Brun se autoproclamó alcalde vitalicio y bajo esta constitución se mantuvo la organización política de Zúrich hasta 1798. La noche del 23 de febrero de ese mismo año se produjo un asalto a la ciudad por parte de unos concejales expulsados que, con ánimo de venganza, trataron de asesinar al alcalde Brun. El 1 de mayo de 1350, Zúrich pasa a formar parte de la Confederación Helvética convirtiéndose en el quinto cantón. En 1360 murió el alcalde Brun, presumiblemente envenenado por sus enemigos. 
A finales del siglo XIV y comienzos del XV hubo diversos conflictos bélicos, como la batalla de Sempach (1386), en que se enfrentaron los confederados y los Habsburgo; la Antigua Guerra de Zúrich (1440-1446), entre los confederados y el pueblo de Zúrich en armas; y la guerra de Borgoña contra Berna (1474-1477), en que el duque de Borgoña Carlos el Intrépido fue derrotado. 
En 1477 cinco cantones —Zúrich, Berna, Lucerna, Soleura y Friburgo— formaron una liga para protegerse contra los tumultos de las comunidades rurales. Pero Uri, Schwyz, Unterwalden y Zug, sedes de esas insurrecciones, protestaron contra la admisión de Lucerna en la nueva liga, porque había existido desde 1332 un acuerdo entre ellas y ese cantón de que no entraría en una nueva liga sin su consentimiento. También protestaban contra la admisión de Soleura y Friburgo, para impedir una preponderancia de las ciudades sobre los elementos rurales. En el intervalo de 1478 a 1481 las disensiones llegaron a su apogeo. Finalmente se celebró una reunión de la Dieta Federal en diciembre de 1481, en Stans. Según la leyenda, la Dieta estaba a punto de disolverse sin acuerdo cuando, el 22 de diciembre, el párroco de Stans, Heini am Grund, irrumpió con un mensaje del futuro santo patrón de Suiza Nicolás de Flüe, reconocido tanto por protestantes como por católicos, que restauró la paz entre las partes enfrentadas, evitó la guerra —consiguiendo el milagro de la reconciliación— e hizo técnicamente posible la realidad de la patria común suiza.
Los confederados fueron vencidos en 1515 en la batalla de Marignano, al norte de Milán, lo que provocó el fin de la expansión confederada.

### Conflictos religiosos y Napoleón

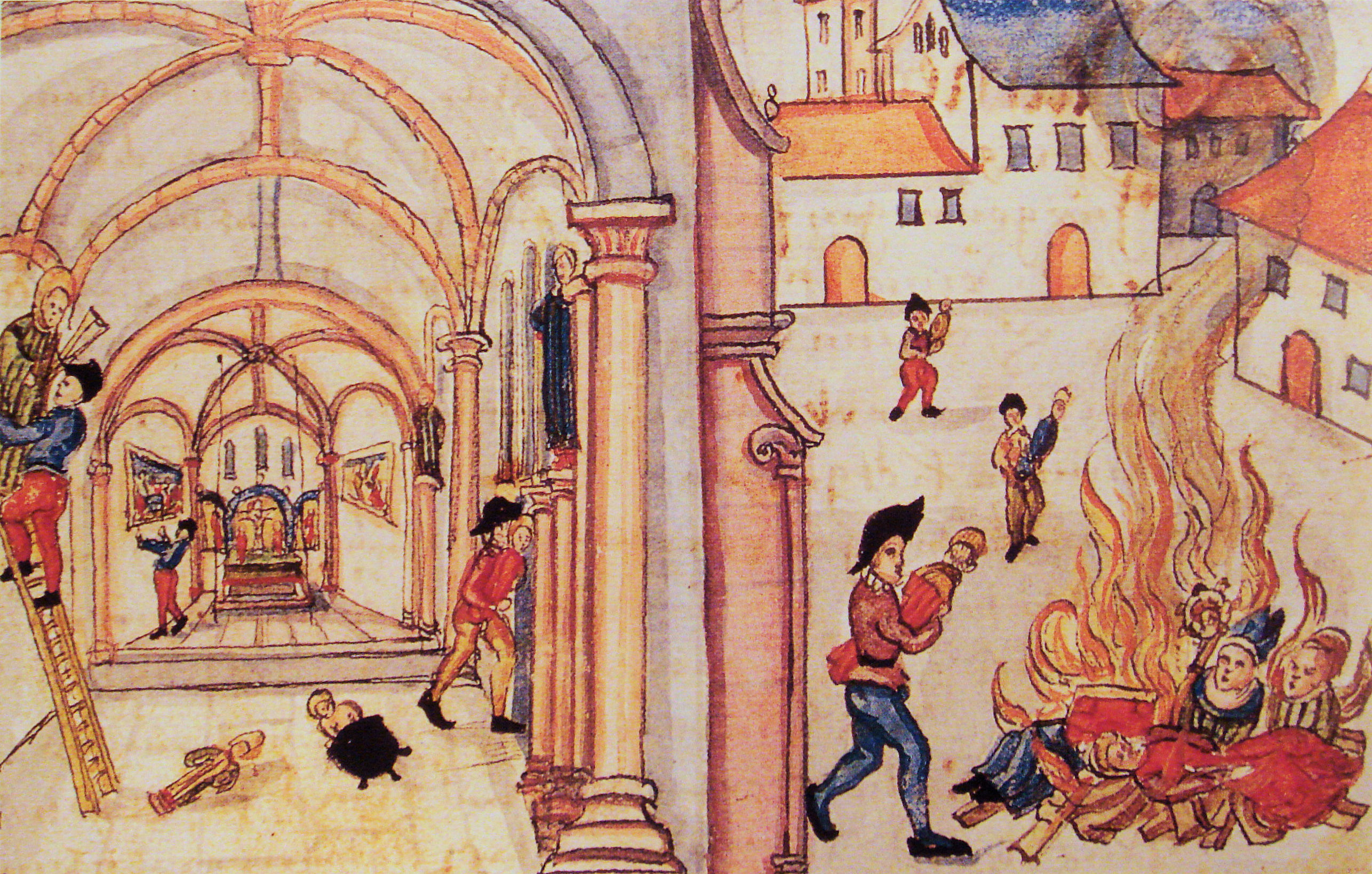
Iconoclasia en Zúrich en 1524 durante la Reforma protestante

A partir del siglo XVI se sucedieron las polémicas religiosas. En 1523 Zúrich se separó del Obispado de Constanza y por lo tanto del catolicismo, provocando la retirada masiva de imágenes de santos en las iglesias. Esto llevó a la secularización de la ciudad en 1524 y al requiso de todos los bienes y riquezas de la última princesa abadesa, Katharina von Zimmern.

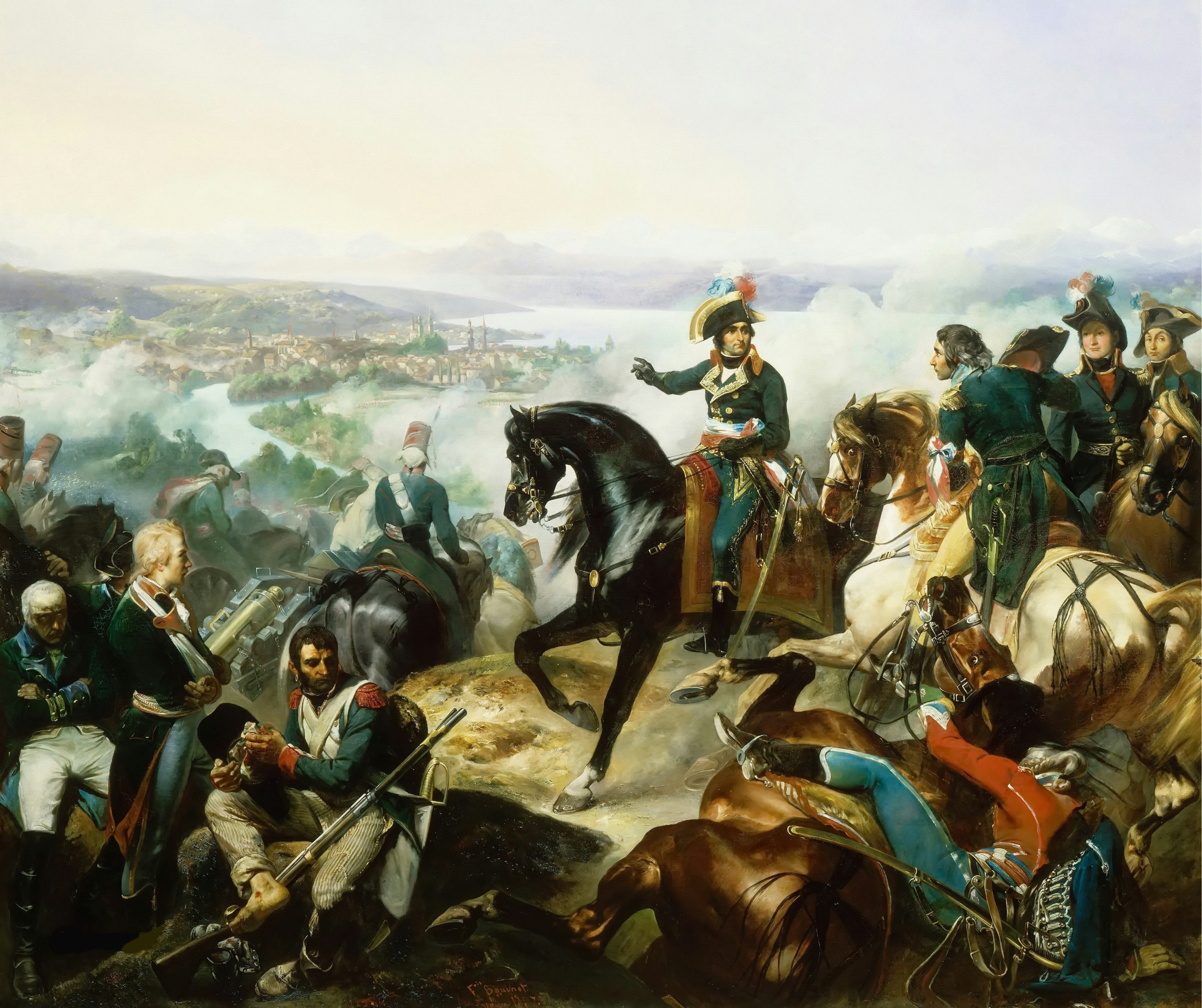
Batalla de Zúrich, de François Bouchot, 1837

Zúrich fue el primer cantón suizo que adoptó la Reforma protestante en 1519 bajo la dirección del teólogo Ulrico Zuinglio. Desempeñó un papel importante en las guerras de Kappel. El movimiento de los anabaptistas también tuvo su origen en Zúrich. Durante la caza de brujas entre 1487 y 1701 se incoaron procesos contra 79 personas acusadas de brujería.
En 1685 la ciudad acogió a los protestantes que huían del rey galo Luis XIV. En 1717 terminó el poder de los cantones católicos con la derrota de estos frente a los cantones protestantes de Zúrich y Berna. En 1780 salió la primera edición del periódico Neue Zürcher Zeitung, que existe aún hoy en día.
Napoleón entró sin oposición en Suiza con su Directorio en 1798 y elaboró una nueva Constitución de la República Helvética, que sustituyó a la anterior de los gremios. El ejército austríaco, bajo el mando del archiduque Carlos, derrotó al ejército napoleónico en la primera batalla de Zúrich y liberó la ciudad. La segunda sería la de la conquista definitiva en 1799. Las históricas murallas medievales fueron demolidas en 1811, y cuatro años más tarde se declaró la perpetua neutralidad de Suiza. La población de Zúrich aumentó en 1893, pasando de 28 000 a 121 000 habitantes, al integrarse una serie de municipios periféricos de la urbe.
A comienzos del siglo XX, Suiza fue testigo de una huelga general ante la amenaza bolchevique, y en Zúrich llegaron a producirse víctimas mortales a causa de la intervención militar. En 1934 se unieron, por votación popular, otras ocho comunidades colindantes con Zúrich, pasando entonces de 200 000 a 300 000 habitantes.

## Geografía

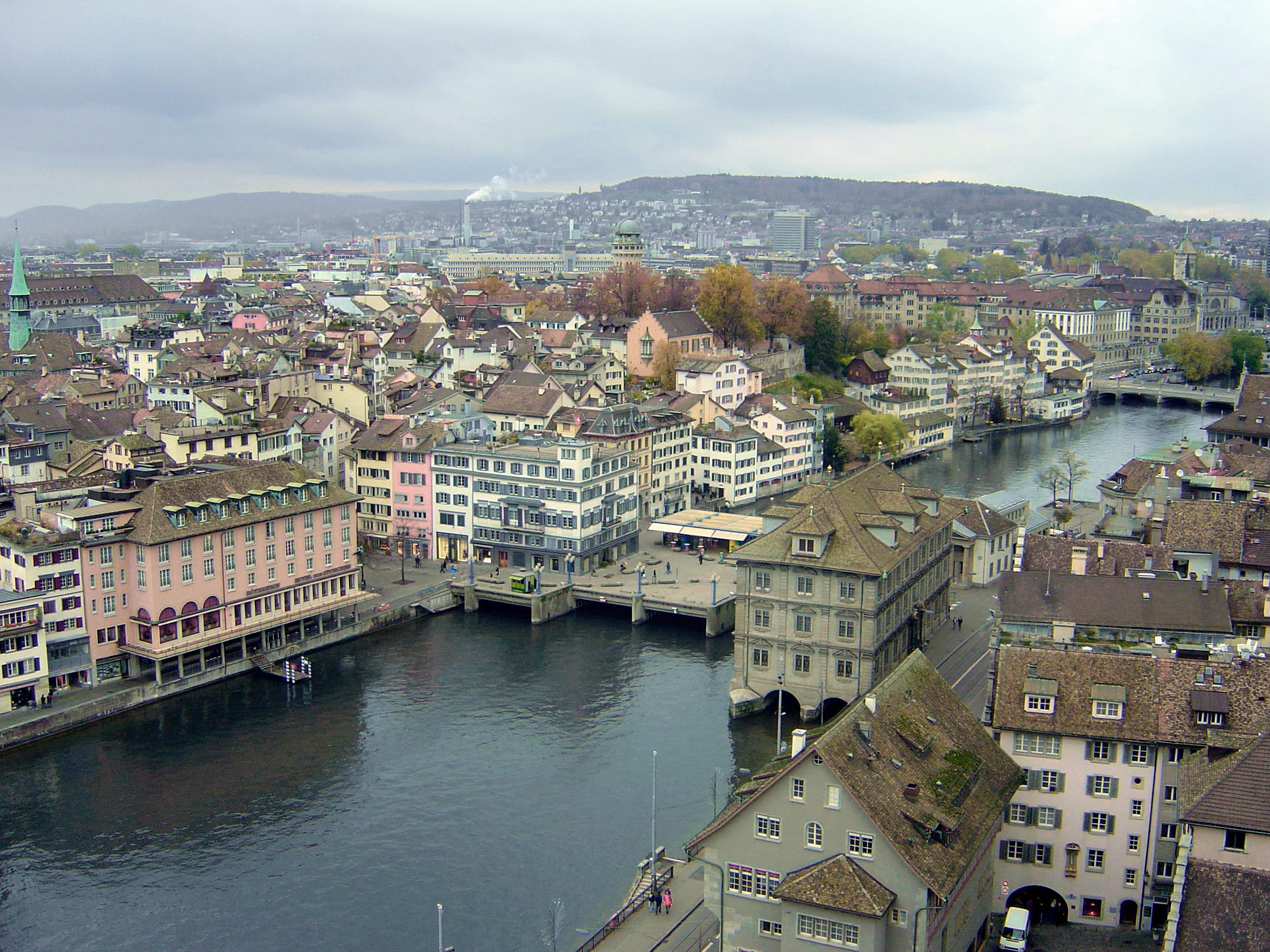
Vista aérea de la ciudad

El término municipal de la ciudad de Zúrich tiene una superficie de 91,88 km². La ciudad está situada donde el río Limmat confluye en dirección noroeste con el lago de Zúrich, a unos 30 km de los Alpes. Zúrich está rodeada por frondosas colinas, tales como Gubrist, Hönggerberg (541 m), Käferberg (571 m), Zürichberg (676 m), Adlisberg (701 m) y Oettlisberg al este y Uetliberg (parte de la cordillera Albis) al oeste. El río Sihl desemboca en el Limmat al final de Platzspitz, que bordea el Museo Nacional (Landesmuseum).
El centro geográfico e histórico de la ciudad es el Lindenhof, una pequeña colina natural a orillas del río Limmat. Con 392 m sobre el nivel del mar, el Limmat es el punto más bajo del término municipal, mientras que el Uetliberg, con 869 m sobre el nivel del mar, es el punto de mayor elevación. Su cumbre puede alcanzarse con facilidad, y desde la plataforma de la torre-mirador se ofrece una espectacular panorámica de la ciudad y el lago, así como una vista de los Alpes.
La ciudad limita con las comunas de Adliswil, Dübendorf, Fällanden, Kilchberg, Maur, Oberengstringen, Opfikon, Regensdorf, Rümlang, Schlieren, Stallikon, Uitikon, Urdorf, Wallisellen y Zollikon.

### Distritos
Los límites de la ciudad anteriores a 1893 eran prácticamente los mismos que en la ciudad antigua o histórica. Dos grandes expansiones de los límites urbanos se sucedieron en 1893 y 1934, cuando Zúrich se fusionó con municipios periféricos que habían crecido constantemente desde el siglo XIX. Hoy en día, la ciudad está dividida en doce distritos (los Kreise), ordenadamente numerados, cada uno de los cuales contiene entre uno y cuatro barrios. Los distritos son los siguientes:

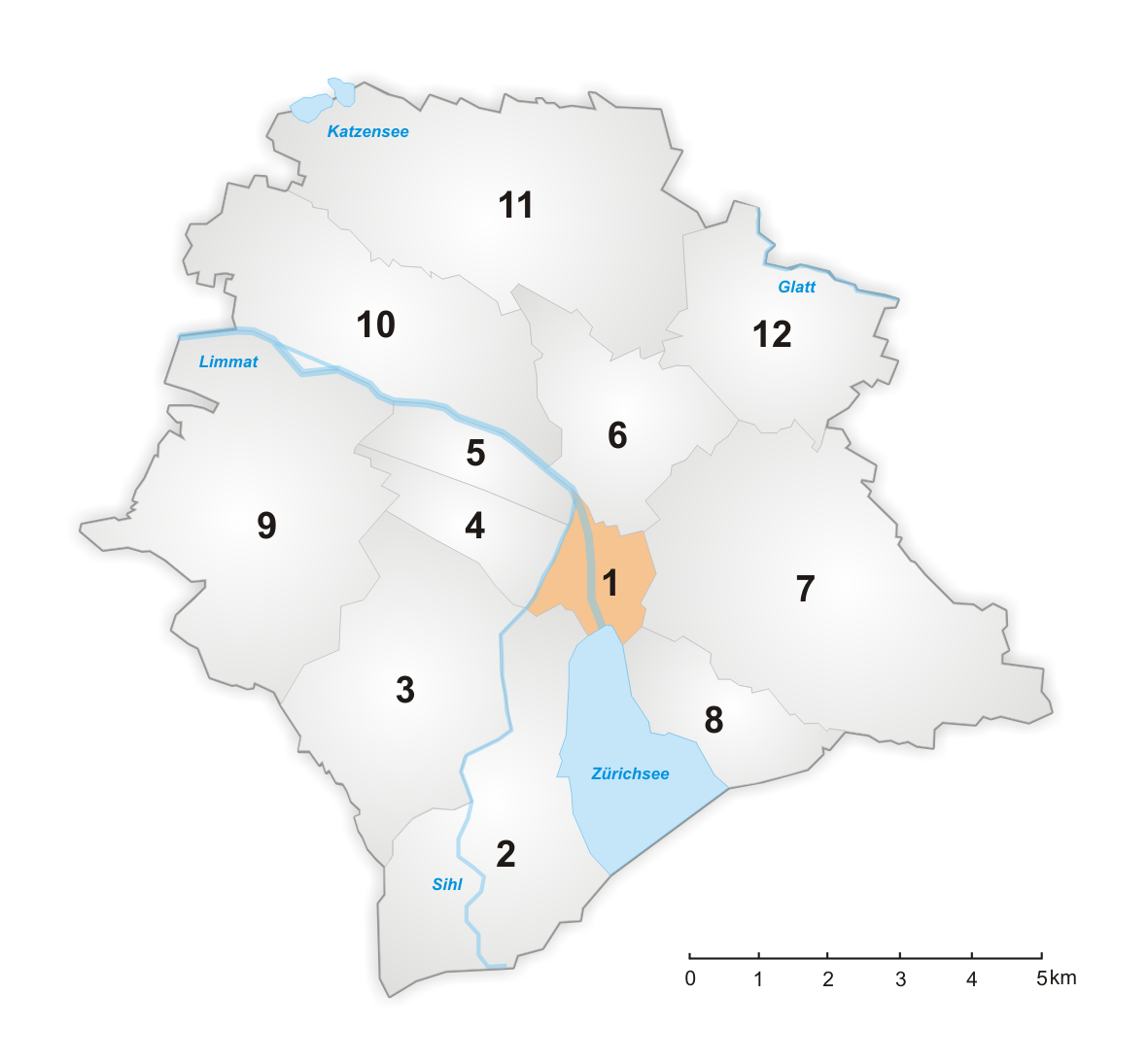
Los distritos enumerados de Zúrich.

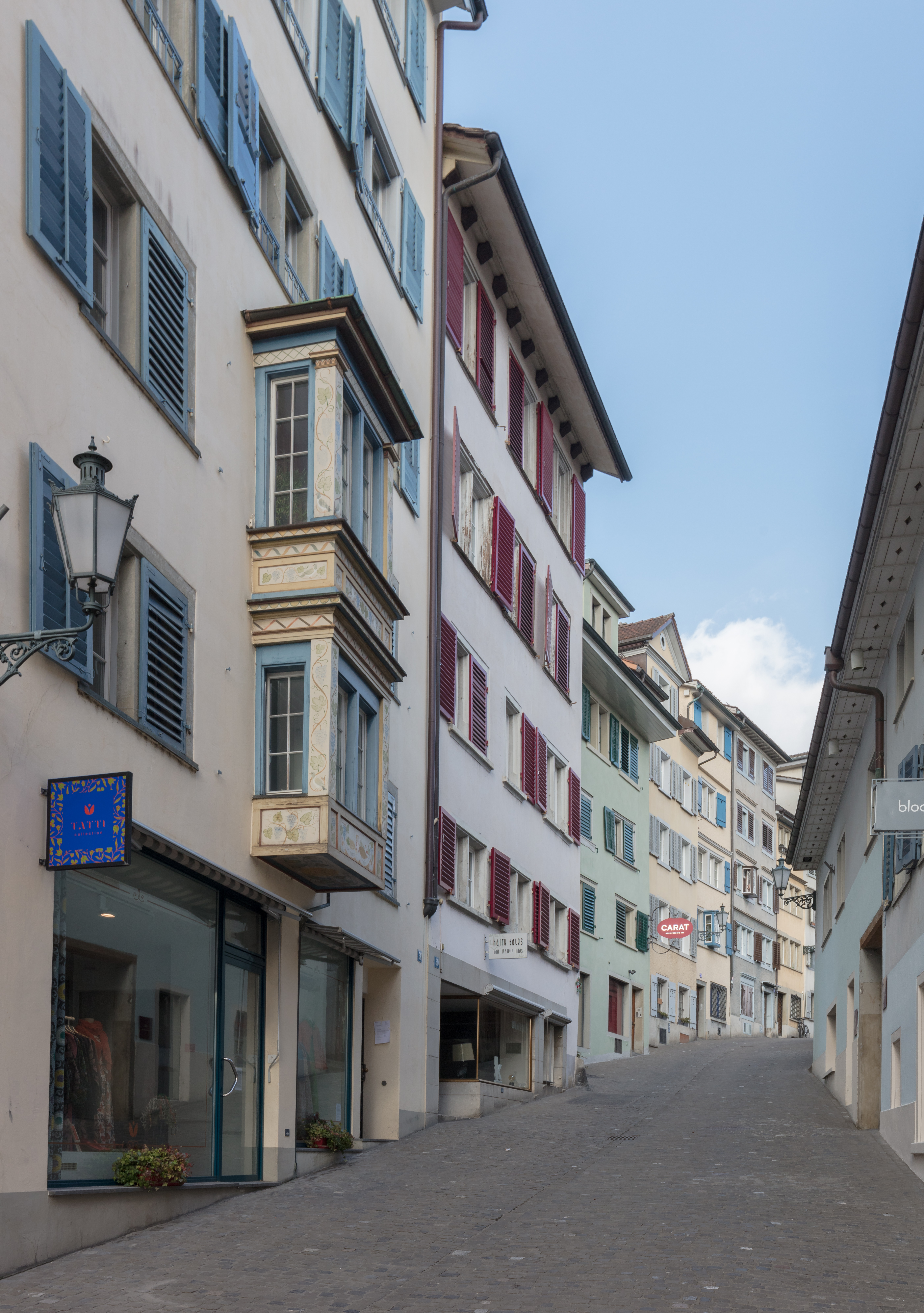
Calle típica en el casco antiguo (distrito 1).

- Distrito 1: conocido como Altstadt, comprende la ciudad antigua o casco histórico de Zúrich y a ambos lados queda el río Limmat.
- Distrito 2: junto al lago de Zúrich, abarca los barrios de Enge, Wollishofen y Leimbach.
- Distrito 3: conocido como Wiedikon, se encuentra entre el río Sihl y el Uetliberg. Los barrios de Alt-Wiedikon, Sihlfeld y Friesenberg están en este distrito.
- Distrito 4: el Aussersihl se halla entre el Sihl y la Estación de Trenes de Zúrich.
- Distrito 5: esta zona industrial es conocida en Zúrich como Industriequartier y se halla entre el Limmat y el complejo ferroviario de la Estación de Trenes de Zúrich. En él aún se conserva la zona industrial original de la ciudad.
- Distrito 6: se encuentra al límite de Zürichberg, una colina que domina la parte oriental de la ciudad. Aquí están los barrios de Oberstrass y Unterstrass.
- Distrito 7: en la frontera de Adlisberg y de Zürichberg, está situado en la parte este de la ciudad y abarca los barrios de Hottingen y Hirslanden.
- Distrito 8: conocido como Riesbach, está en la parte oriental del lago de Zúrich.
- Distrito 9: entre el Limmat en el norte y el Uetliberg al sur. Comprende los barrios de Altstetten y Albisrieden.
- Distrito 10: está emplazado entre el Limmat al norte y al sur con Hönggerberg y Käferberg. Sus barrios son Höngg y Wipkingen.
- Distrito 11: está en la parte septentrional de Hönggerberg y Käferberg y entre el valle Glatt y el lago de Katzen (Katzensee). Los barrios que se encuentran aquí son Affoltern, Oerlikon y Seebach.
- Distrito 12: conocido como Schwamendingen, está en el valle de Glatt, al noroeste de Zürichberg.

### Clima
El clima de Zúrich está determinado por ubicarse en la zona de transición entre el oceánico y el continental húmedo. Al poseer el mes más frío un promedio superior a 0 °C y el más cálido no alcanzar los 22 °C es catalogada como clima continental húmedo de verano suave Dfb según la clasificación climática de Köppen. Está bajo la influencia de las borrascas provenientes del océano Atlántico, que traen precipitaciones y temperaturas más cálidas de lo habitual en la latitud a la que se encuentra situada la ciudad (47° N), y de los vientos fríos del noreste (conocidos en Suiza como Bise) provenientes de la Europa Oriental. La temperatura media anual (medida en la estación meteorológica de Fluntern) es de 9.8 °C. En verano se pueden llegar a registrar temperaturas máximas de 35 °C y en invierno mínimas de -10 °C.
| Parámetros climáticos promedio de Zúrich (Fluntern), normales 1991–2020, extremos 1901–presente | Parámetros climáticos promedio de Zúrich (Fluntern), normales 1991–2020, extremos 1901–presente | Parámetros climáticos promedio de Zúrich (Fluntern), normales 1991–2020, extremos 1901–presente | Parámetros climáticos promedio de Zúrich (Fluntern), normales 1991–2020, extremos 1901–presente | Parámetros climáticos promedio de Zúrich (Fluntern), normales 1991–2020, extremos 1901–presente | Parámetros climáticos promedio de Zúrich (Fluntern), normales 1991–2020, extremos 1901–presente | Parámetros climáticos promedio de Zúrich (Fluntern), normales 1991–2020, extremos 1901–presente | Parámetros climáticos promedio de Zúrich (Fluntern), normales 1991–2020, extremos 1901–presente | Parámetros climáticos promedio de Zúrich (Fluntern), normales 1991–2020, extremos 1901–presente | Parámetros climáticos promedio de Zúrich (Fluntern), normales 1991–2020, extremos 1901–presente | Parámetros climáticos promedio de Zúrich (Fluntern), normales 1991–2020, extremos 1901–presente | Parámetros climáticos promedio de Zúrich (Fluntern), normales 1991–2020, extremos 1901–presente | Parámetros climáticos promedio de Zúrich (Fluntern), normales 1991–2020, extremos 1901–presente | Parámetros climáticos promedio de Zúrich (Fluntern), normales 1991–2020, extremos 1901–presente |
| Mes                                                                                             | Ene.                                                                                            | Feb.                                                                                            | Mar.                                                                                            | Abr.                                                                                            | May.                                                                                            | Jun.                                                                                            | Jul.                                                                                            | Ago.                                                                                            | Sep.                                                                                            | Oct.                                                                                            | Nov.                                                                                            | Dic.                                                                                            | Anual                                                                                           |
| ----------------------------------------------------------------------------------------------- | ----------------------------------------------------------------------------------------------- | ----------------------------------------------------------------------------------------------- | ----------------------------------------------------------------------------------------------- | ----------------------------------------------------------------------------------------------- | ----------------------------------------------------------------------------------------------- | ----------------------------------------------------------------------------------------------- | ----------------------------------------------------------------------------------------------- | ----------------------------------------------------------------------------------------------- | ----------------------------------------------------------------------------------------------- | ----------------------------------------------------------------------------------------------- | ----------------------------------------------------------------------------------------------- | ----------------------------------------------------------------------------------------------- | ----------------------------------------------------------------------------------------------- |
| Temp. máx. abs. (°C)                                                                            | 16.9                                                                                            | 19.3                                                                                            | 23.2                                                                                            | 31.3                                                                                            | 32.4                                                                                            | 36.4                                                                                            | 37.7                                                                                            | 36.2                                                                                            | 32.5                                                                                            | 28.7                                                                                            | 23.8                                                                                            | 17.0                                                                                            | 37.7                                                                                            |
| Temp. máx. media (°C)                                                                           | 3.5                                                                                             | 5.2                                                                                             | 10.2                                                                                            | 14.8                                                                                            | 18.8                                                                                            | 22.4                                                                                            | 24.3                                                                                            | 23.9                                                                                            | 19.1                                                                                            | 13.8                                                                                            | 7.6                                                                                             | 4.0                                                                                             | 14.0                                                                                            |
| Temp. media (°C)                                                                                | 0.9                                                                                             | 1.8                                                                                             | 5.8                                                                                             | 9.6                                                                                             | 13.6                                                                                            | 17.1                                                                                            | 19.0                                                                                            | 18.6                                                                                            | 14.4                                                                                            | 10.0                                                                                            | 4.9                                                                                             | 1.7                                                                                             | 9.8                                                                                             |
| Temp. mín. media (°C)                                                                           | -1.4                                                                                            | -1.2                                                                                            | 1.9                                                                                             | 5.1                                                                                             | 9.0                                                                                             | 12.6                                                                                            | 14.4                                                                                            | 14.3                                                                                            | 10.7                                                                                            | 7.1                                                                                             | 2.5                                                                                             | -0.5                                                                                            | 6.2                                                                                             |
| Temp. mín. abs. (°C)                                                                            | -20.8                                                                                           | -24.2                                                                                           | -14.4                                                                                           | -6.5                                                                                            | -2.0                                                                                            | 0.9                                                                                             | 5.3                                                                                             | 4.0                                                                                             | -0.3                                                                                            | -5.5                                                                                            | -11.0                                                                                           | -18.5                                                                                           | -24.2                                                                                           |
| Precipitación total (mm)                                                                        | 63                                                                                              | 60                                                                                              | 71                                                                                              | 80                                                                                              | 128                                                                                             | 128                                                                                             | 126                                                                                             | 119                                                                                             | 87                                                                                              | 85                                                                                              | 76                                                                                              | 83                                                                                              | 1108                                                                                            |
| Nevadas (cm)                                                                                    | 14                                                                                              | 18                                                                                              | 10                                                                                              | 2                                                                                               | 0                                                                                               | 0                                                                                               | 0                                                                                               | 0                                                                                               | 0                                                                                               | 2                                                                                               | 7                                                                                               | 19                                                                                              | 72                                                                                              |
| Días de precipitaciones (≥ 1.0 mm)                                                              | 10.1                                                                                            | 9.0                                                                                             | 10.5                                                                                            | 10.8                                                                                            | 12.4                                                                                            | 12.1                                                                                            | 12.2                                                                                            | 11.8                                                                                            | 9.9                                                                                             | 10.1                                                                                            | 10.0                                                                                            | 11.5                                                                                            | 130.4                                                                                           |
| Días de nevadas (≥ 1.0 cm)                                                                      | 4.1                                                                                             | 4.8                                                                                             | 2.3                                                                                             | 0.5                                                                                             | 0.0                                                                                             | 0.0                                                                                             | 0.0                                                                                             | 0.0                                                                                             | 0.0                                                                                             | 0.1                                                                                             | 1.4                                                                                             | 4.4                                                                                             | 17.6                                                                                            |
| Horas de sol                                                                                    | 60                                                                                              | 89                                                                                              | 144                                                                                             | 177                                                                                             | 192                                                                                             | 207                                                                                             | 229                                                                                             | 216                                                                                             | 164                                                                                             | 109                                                                                             | 61                                                                                              | 47                                                                                              | 1694                                                                                            |
| Humedad relativa (%)                                                                            | 83                                                                                              | 77                                                                                              | 71                                                                                              | 67                                                                                              | 71                                                                                              | 71                                                                                              | 71                                                                                              | 74                                                                                              | 79                                                                                              | 84                                                                                              | 85                                                                                              | 85                                                                                              | 76                                                                                              |
| Fuente n.º 1: MeteoSwiss                                                                        |                                                                                                 |                                                                                                 |                                                                                                 |                                                                                                 |                                                                                                 |                                                                                                 |                                                                                                 |                                                                                                 |                                                                                                 |                                                                                                 |                                                                                                 |                                                                                                 |                                                                                                 |
| Fuente n.º 2: KNMI                                                                              |                                                                                                 |                                                                                                 |                                                                                                 |                                                                                                 |                                                                                                 |                                                                                                 |                                                                                                 |                                                                                                 |                                                                                                 |                                                                                                 |                                                                                                 |                                                                                                 |                                                                                                 |

## Demografía
Zúrich cuenta oficialmente con 443 037 habitantes (a fecha de 13 de abril de 2024), siendo la ciudad más poblada del país. El 31,7 % de ellos no poseen la ciudadanía suiza, es decir, 128 316 personas. 

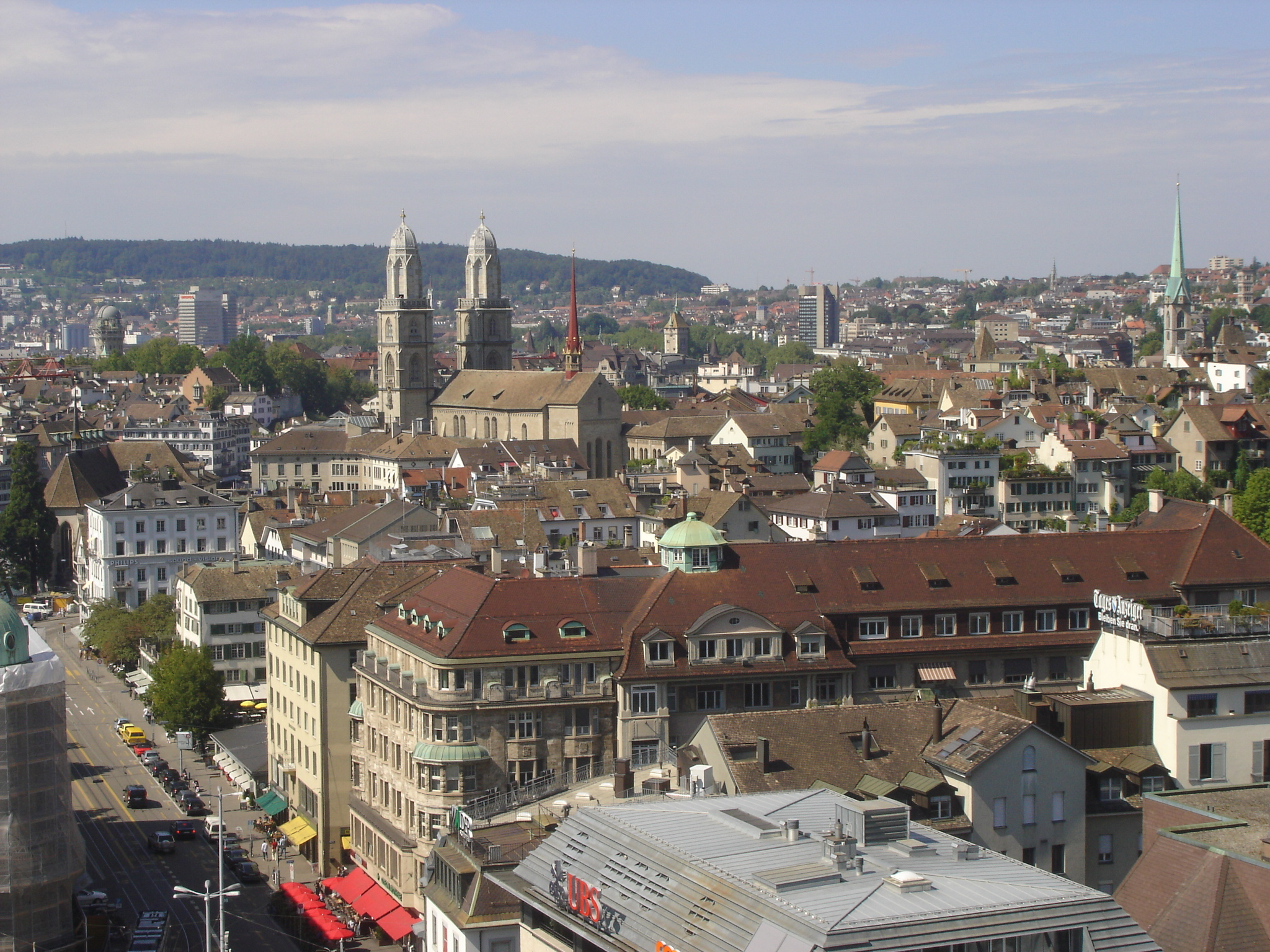
Centro de la ciudad.

Los ciudadanos alemanes constituyen el grupo extranjero más numeroso de Zúrich con el 22 %, seguido de los inmigrantes de Kosovo, Albania e Italia. La población de la ciudad, incluyendo suburbios, es de 1,2 millones de personas. Sin embargo, el área metropolitana (incluidas las ciudades de Winterthur, Baden, Brugg, Schaffhausen, Frauenfeld, Uster/Wetzikon, Rapperswil-Jona y Zug) tiene una población de alrededor de 1,68 millones de habitantes.
El idioma oficial utilizado por el gobierno y en la mayor parte de las publicaciones es el alemán. El dialecto más comúnmente hablado en Zúrich es el Zürichdeutsch, el dialecto local del alemán de Suiza. A fecha de 2000, el alemán es la lengua materna del 77,7 % de la población, seguido por el albanés (5,8 %) y el italiano (4,7 %). Otros idiomas hablados por más del 1 % de la población son las lenguas eslavas meridionales (2,2 %) (entre las que se incluyen el serbio, macedonio, croata y esloveno), el español (2,2 %), el francés (2,1 %), el inglés (1,8 %) y el portugués (1,6 %).
En cuanto a la religión, desde la reforma de Ulrico Zuinglio, Zúrich ha permanecido como centro y baluarte del protestantismo en Suiza. Sin embargo, en el siglo XX los católicos se han vuelto el mayor grupo religioso de la ciudad (a causa de la inmigración) con un 33,9 %, los evangélicos reformados (protestantes) representan el 43,3 %, mientras que cada vez más habitantes de Zúrich se declaran sin confesión (un 16,8 % en 2000). Por otra parte, el nivel de desempleo en Zúrich es del 2,6 % (en agosto de 2007). Alrededor de un 4 % de la población (15 500 personas) viven directa o indirectamente del subsidio del Estado (abril de 2005).
| - 1850: 41 585 habitantes - 1860: 51 616 - 1870: 65 668 - 1880: 86 890 - 1888: 103 862 - 1900: 168 021 - 1910: 215 488 - 1920: 234 808 - 1930: 290 837 | - 1941: 336 395 habitantes - 1950: 390 020 - 1960: 440 170 - 1970: 422 640 - 1980: 369 522 - 1990: 365 043 - 2000: 363 273 - 2007: 376 453 - 2014: 404 783 |

## Gobierno
El poder legislativo reside en el parlamento de la ciudad, conocido como Gemeinderat. Consta de 125 miembros elegidos por votación popular.
Por su parte, el ejecutivo está en manos del consejo de la ciudad, el Stadtrat. Similar al parlamento de la ciudad, los concejales son también elegidos por la población de Zúrich. Cada concejal es responsable de un departamento específico. Un miembro del consejo actúa, a su vez, como presidente de la ciudad o alcalde. La alcaldesa actual de Zúrich es Corine Mauch.
| Partido (siglas)                                          | 2014 | 2010 | 2006 | 2002 |
| --------------------------------------------------------- | ---- | ---- | ---- | ---- |
| Partido Socialista Suizo (SP)                             | 39   | 39   | 44   | 49   |
| Partido Radical Democrático Suizo (FDP)                   | 21   | 18   | 19   | 20   |
| Unión Democrática de Centro (SVP)                         | 23   | 24   | 24   | 31   |
| Partido Demócrata Cristiano (CVP)                         | 6    | 7    | 10   | 9    |
| Partido Verde de Suiza (GPS)                              | 14   | 14   | 14   | 10   |
| Partido Verde Liberal (GLP)                               | 13   | 12   | 0    | 0    |
| Lista Alternativa (AL) / Partido Laborista de Suiza (PdA) | 9    | 5    | 5    | 3    |
| Partido Popular Evangélico (EVP)                          | 0    | 4    | 6    | 2    |
| Demócratas suizos (SD)                                    | 0    | 2    | 3    | 0    |
| Otros                                                     | 0    | 0    | 0    | 1    |

## Economía

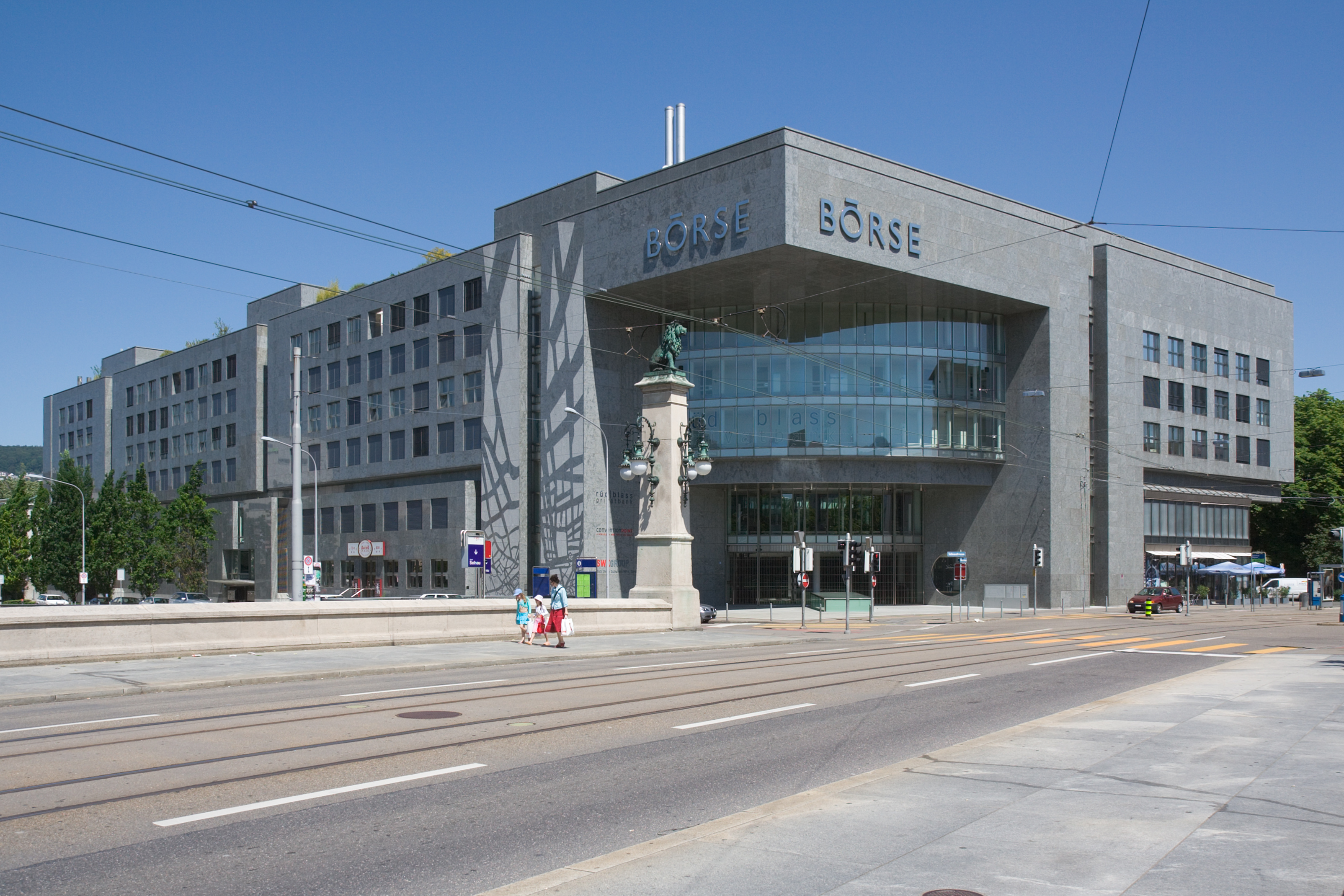
SIX Swiss Exchange

Desde finales del siglo XX, Zúrich es el centro financiero y motor económico de Suiza. Antiguamente la industria mecánica era la base de la economía de Zúrich. Hoy en día es sede de numerosos bancos y seguros, cuenta con la principal bolsa suiza, el SMI, y también es un centro empresarial de compañías de alta tecnología. Unas cuarenta de las cien empresas más importantes de Suiza tienen su sede en Zúrich, especialmente bancos, como Credit Suisse, Swiss Re, Zúrich Financial Services y UBS AG. El SIX Swiss Exchange tiene asimismo su sede en la ciudad.

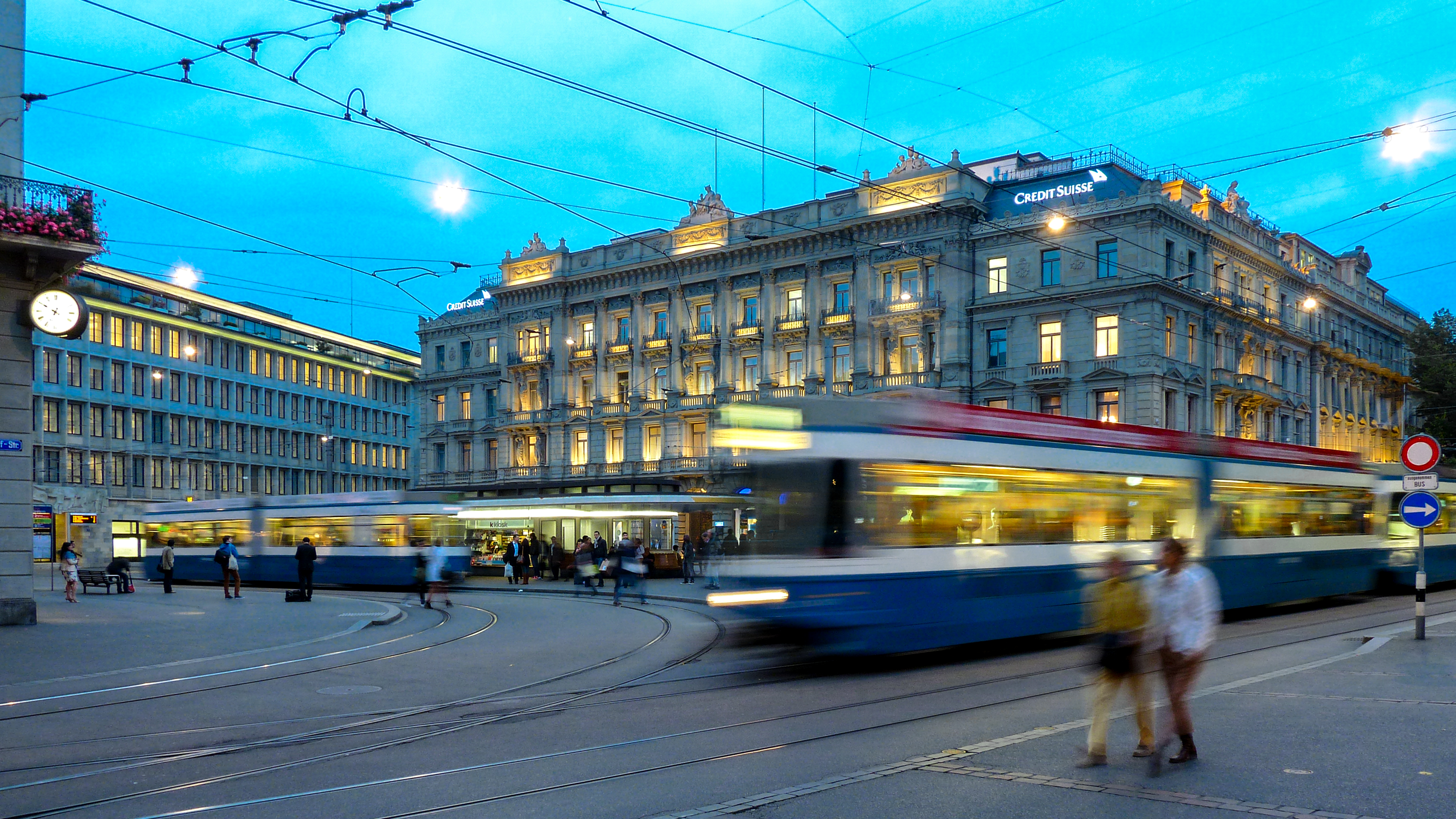
Plaza Paradeplatz en el centro de Zúrich, donde tienen su sede los bancos suizos UBS y Credit Suisse.

Por sexta ocasión consecutiva, Zúrich encabeza la lista de ciudades con mejor calidad de vida en el mundo, tras un estudio realizado por la Consultoría en Recursos Humanos Mercer. Para ello, la consultora se basa en factores políticos, económicos, ambientales, de seguridad, salud, educación, transportes y servicios públicos en los que evalúa a 215 ciudades de todo el globo. Muy cerca, en segunda posición, se encuentra Ginebra.
El éxito del área económica de Zúrich, como una de las más importantes del mundo, se debe a varias razones: el bajo tipo de gravamen y la posibilidad de que las compañías extranjeras e individuos privados puedan optimizar sus impuestos mediante acuerdos personalizados con las autoridades de impuestos son una de las causas directas más notables. Esta práctica provoca conflictos con los vecinos de Suiza en Europa, que no ven con buenos ojos cómo esa estrategia de atraer grandes corporaciones y grandes centros de investigación lleva a que compañías como IBM, General Motors Europe, Toyota Europe, UBS, Credit Suisse, Google, Microsoft, ABB Ltd. y Degussa se instalen en Zúrich.
El SWX Swiss Exchange es una de las nueve bolsas más importantes de Europa, al nivel de Ámsterdam, Estocolmo, Fráncfort, Helsinki, Lisboa, París, Madrid, Londres y Milán, y es el principal grupo de distintos sistemas financieros que operan en todo el mundo: virt-x, Eurex, Eurex US, EXFEED y STOXX. El intercambio generado en el SWX fue, en 2007, de 1 780 499,5 millones de francos suizos; el número de transacciones realizadas en ese mismo año ascendió a un total de 35 339 296 y el Swiss Performance Index (SPI) llegó a una capitalización de mercado de 1 359 976,2 millones de francos suizos.

## Educación

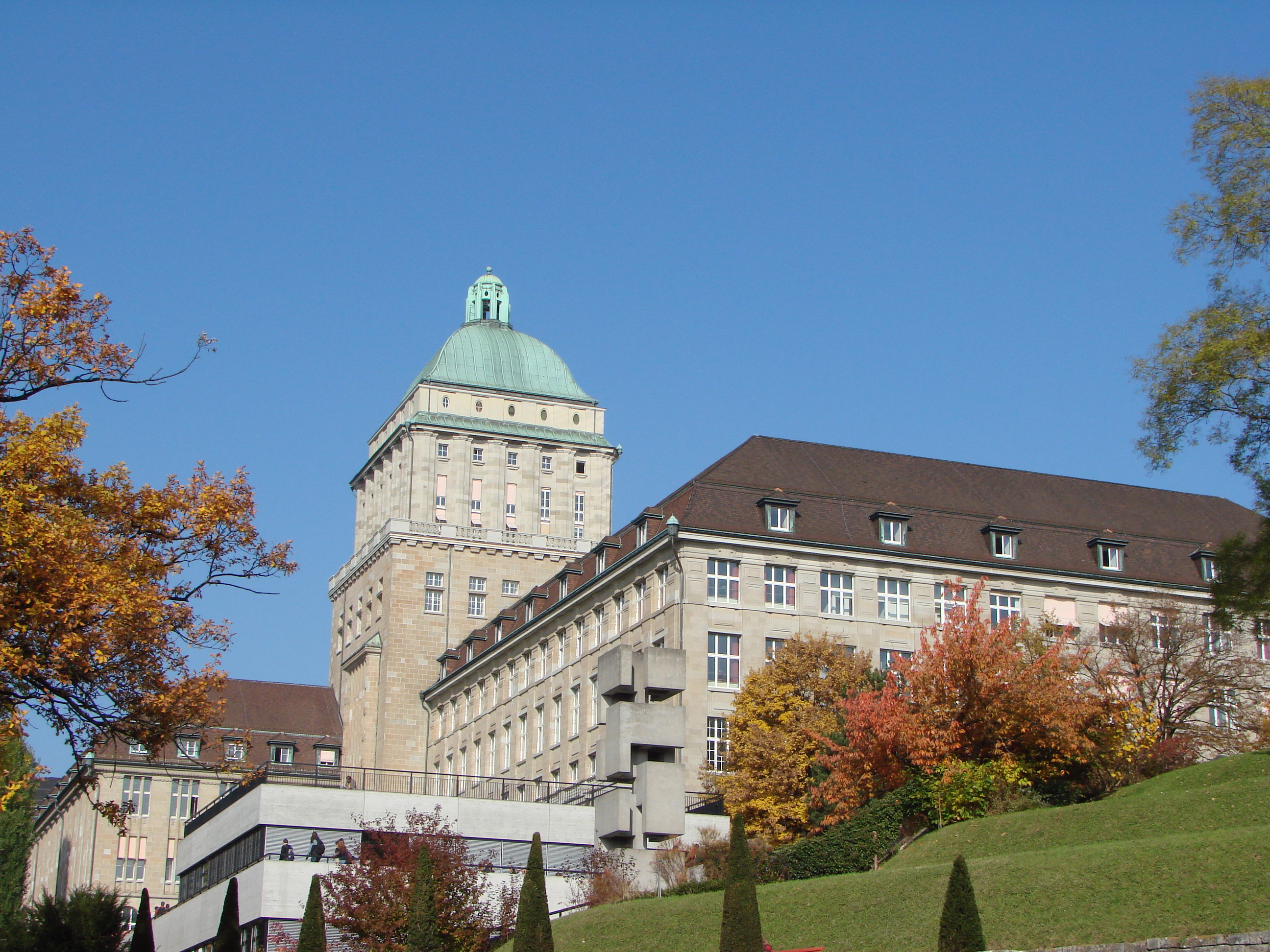
Universidad de Zúrich

Zúrich tiene una amplia aportación a la investigación y educación, reflejándose en su éxito económico. La Escuela Politécnica Federal de Zúrich (ETH) y la Universidad de Zúrich son destacadas en este aspecto.
Los edificios principales de las dos universidades se encuentran justo encima de la ciudad vieja, llamada «Zúrich Acrópolis». Ambos centros gozan de una gran reputación internacional y fueron incluidos entre las cincuenta mejores universidades de 2007.
- La ETH, fundada en 1855, es una universidad pública controlada por el Estado, pionera en investigaciones en Europa y en todo el mundo. Prestigiosos científicos han pasado por sus aulas y laboratorios, en total 21 premios nobel en sus más de 150 años de existencia, destacando sobremanera Albert Einstein. En la parte francófona de Suiza se encuentra su universidad hermana, la Escuela Politécnica Federal de Lausana (EPFL).

- La Universidad de Zúrich es la universidad más grande de Suiza y está regulada por el cantón de Zúrich, con que comparte la biblioteca. Fue fundada en 1833, aunque su origen data de 1525, en plena Reforma protestante, que creó el colegio de Teología. La reputación internacional del centro se basa fundamentalmente en la investigación pionera en varias materias, en concreto en biología molecular, investigación sobre el cerebro y antropología, además de por la labor del Hospital Veterinario.[23] Destaca también la Facultad de Ciencias Económicas, que se encuentra en el top 10 europeo y es la primera en el área germanoparlante.[24] (enlace roto disponible en este archivo).

## Cultura
La actividad cultural de Zúrich es muy amplia, ya que posee museos, galerías, teatros, orquestas sinfónicas y festivales. Además, en la ciudad habitaron pintores como el prerromántico Johann Heinrich Füssli o Tristan Tzara, precursor del movimiento dadá, que fue incubado en el Cabaret Voltaire de Zúrich junto a otros artistas.

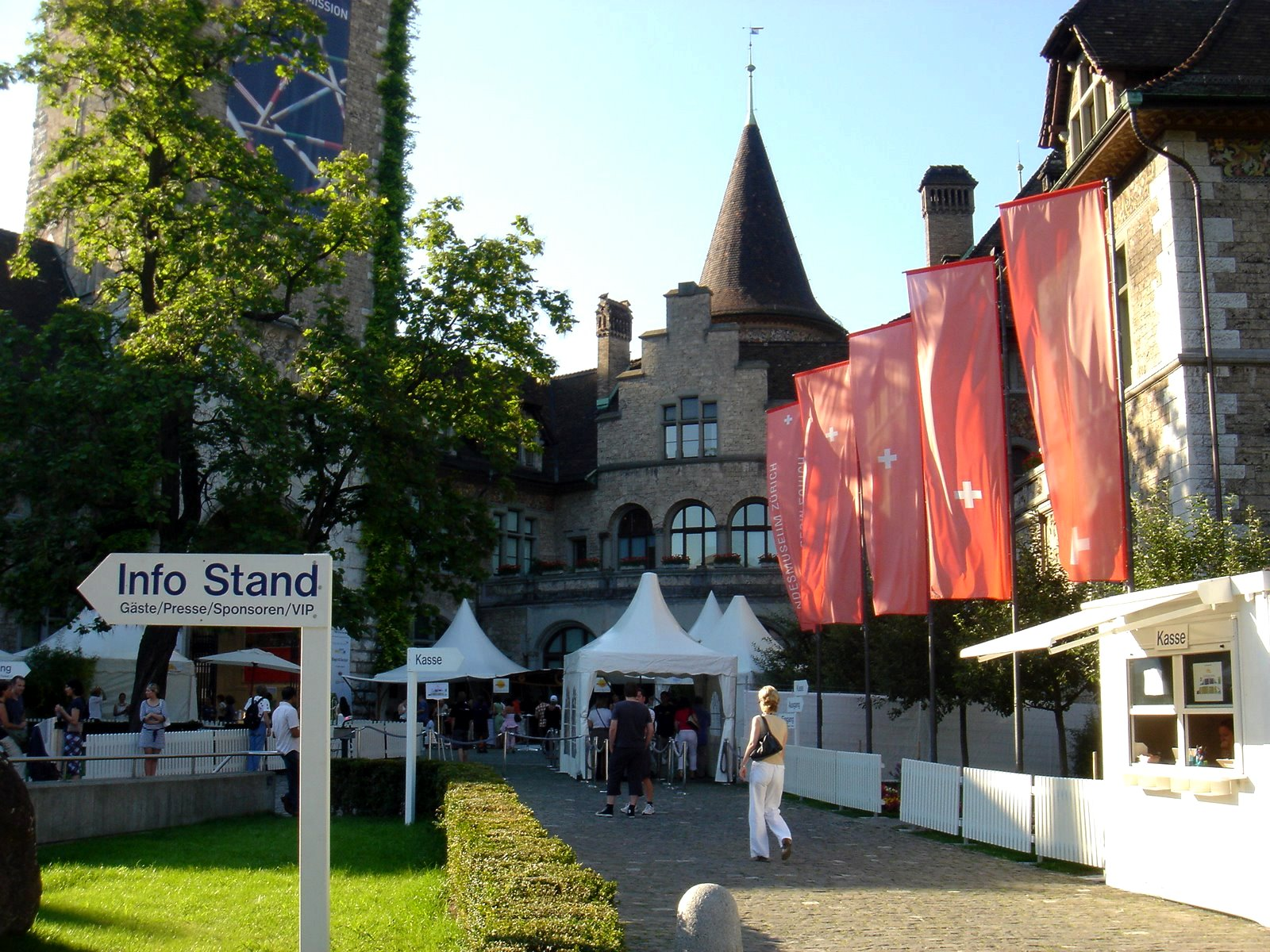
Museo Nacional de Zúrich

Los festivales más importantes son el Sechseläuten (o Festival de Primavera) y el folclórico Knabenschiessen. Otros acontecimientos muy esperados por los zuriqueses son el Zürcher Festspiele, que se celebra en junio y julio y cuenta con espectáculos tales como ballet, ópera, teatro y conciertos; y el Züri-Fäscht, una gran fiesta donde la ciudad entera se engalana para culminarla con unos fuegos artificiales junto al lago. Este último festival se celebra cada tres años. El próximo Züri-Fäscht tendrá lugar en el mes de julio del año 2010.
El teatro de ópera de Zúrich (Opernhaus Zürich) es el auditorio más importante de la ciudad y de los más notables de Europa. Abierto al público en 1891, el auditorio es neobarroco y se encuentra en la Falkenstrasse, cerca de la plaza Bellevue. El Zürcher Ballett o compañía de danza de la ciudad ofrece sus espectáculos aquí. Otros edificios destacados son el Tonhalle, donde suele actuar la Orquesta de Cámara de Zúrich (Zürcher Kammerorchester) y la Tonhalle-Orchester Zürich, orquesta sinfónica fundada en 1868; y el Schauspielhaus Zürich, uno de los teatros más importantes de Suiza, situado en la plaza Pfauen.

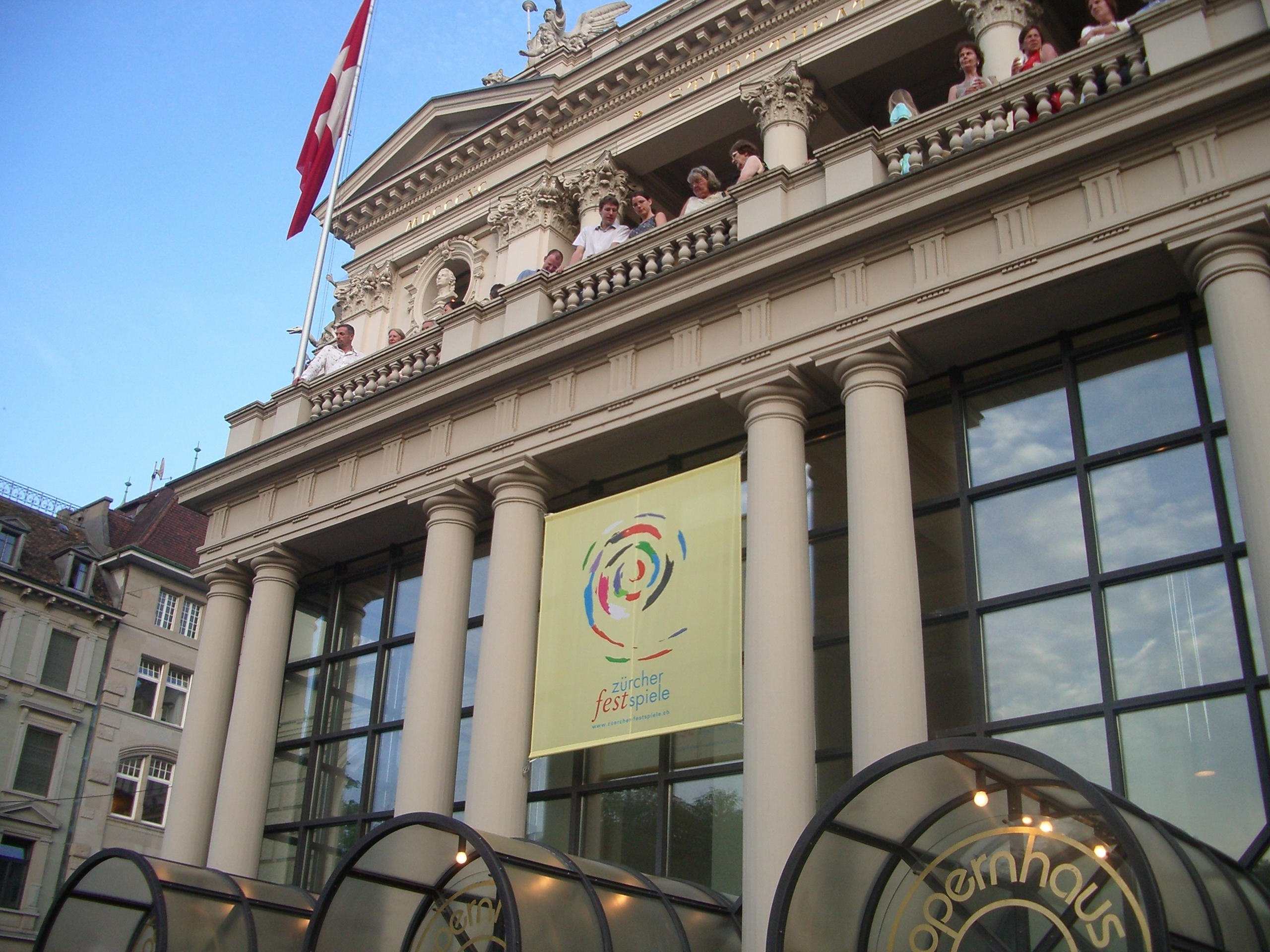
El teatro de ópera de Zúrich

Por su parte, los museos en Zúrich son muy variados y de gran calidad. El más importante es el Museo Nacional de Zúrich, construido en 1898 por Gustav Gull emulando a los castillos medievales. Está situado en la Museumstrasse, junto a la estación y los ríos Limago y Sihl, y alberga una gran cantidad de restos arqueológicos prehistóricos de Suiza y del resto de la historia nacional. El Museo Rietberg expone piezas de arte no europeo y se compone de tres edificios: la Villa Wesendonck, que se centra en colecciones más exóticas procedentes del arte indio, chino y africano; la Park-Villa Rieter y la Haus zum Kiel, con piezas procedentes de esos mismos continentes o países. El Museo Migros de Arte Contemporáneo se nutre básicamente de piezas de la década de 1990.
La actividad pictórica en la ciudad es muy rica y en ella destacan dos edificios: la Galería de Arte de Zúrich o Museo de Bellas Artes (Kunsthaus Zürich) y la Fundación Bührle. La Galería de Arte o Kunsthaus es la más importante de la ciudad y de las más notorias de Suiza. En ella se encuentran piezas escultóricas locales y pinturas medievales. Pero las obras más valiosas del museo son las de los dos últimos siglos, con piezas como los Nenúfares de Claude Monet, la Puerta del infierno de Auguste Rodin, la Figura reclinada de Henry Moore, obras impresionistas de Oskar Kokoschka o Lovis Corinth y colecciones expresionistas como las de Edvard Munch. No menos notable es la Fundación Bührle, que se localiza cerca del Kunsthaus y que presume de tener obras de artistas del calibre de Tintoretto, Canaletto, el Greco, Goya, Rubens, Rembrandt, Monet, Manet, Van Gogh, Picasso, Amedeo Modigliani o Pierre-Auguste Renoir.

### Turismo

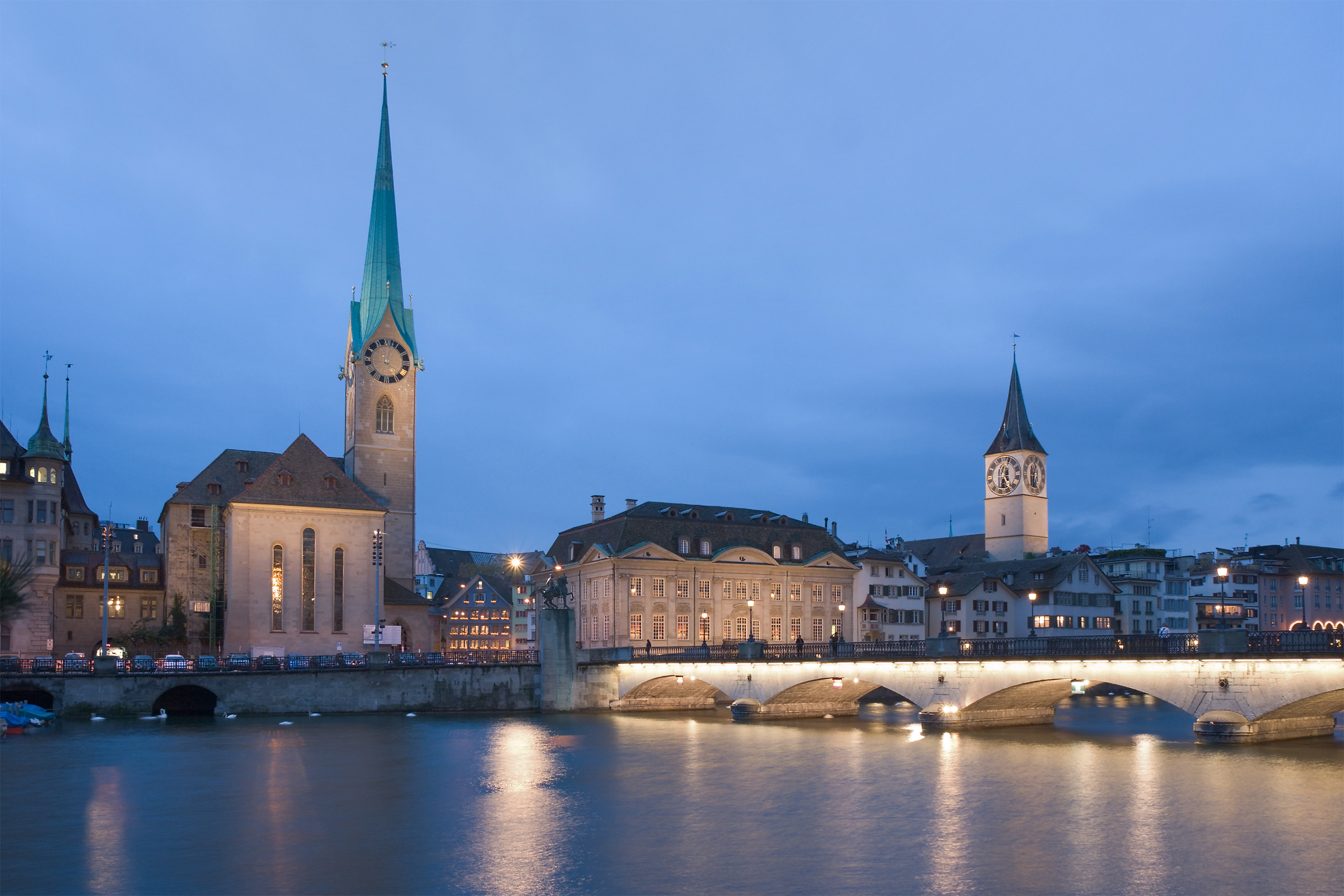
La Fraumünster (izquierda) y la Iglesia de San Pedro (derecha)

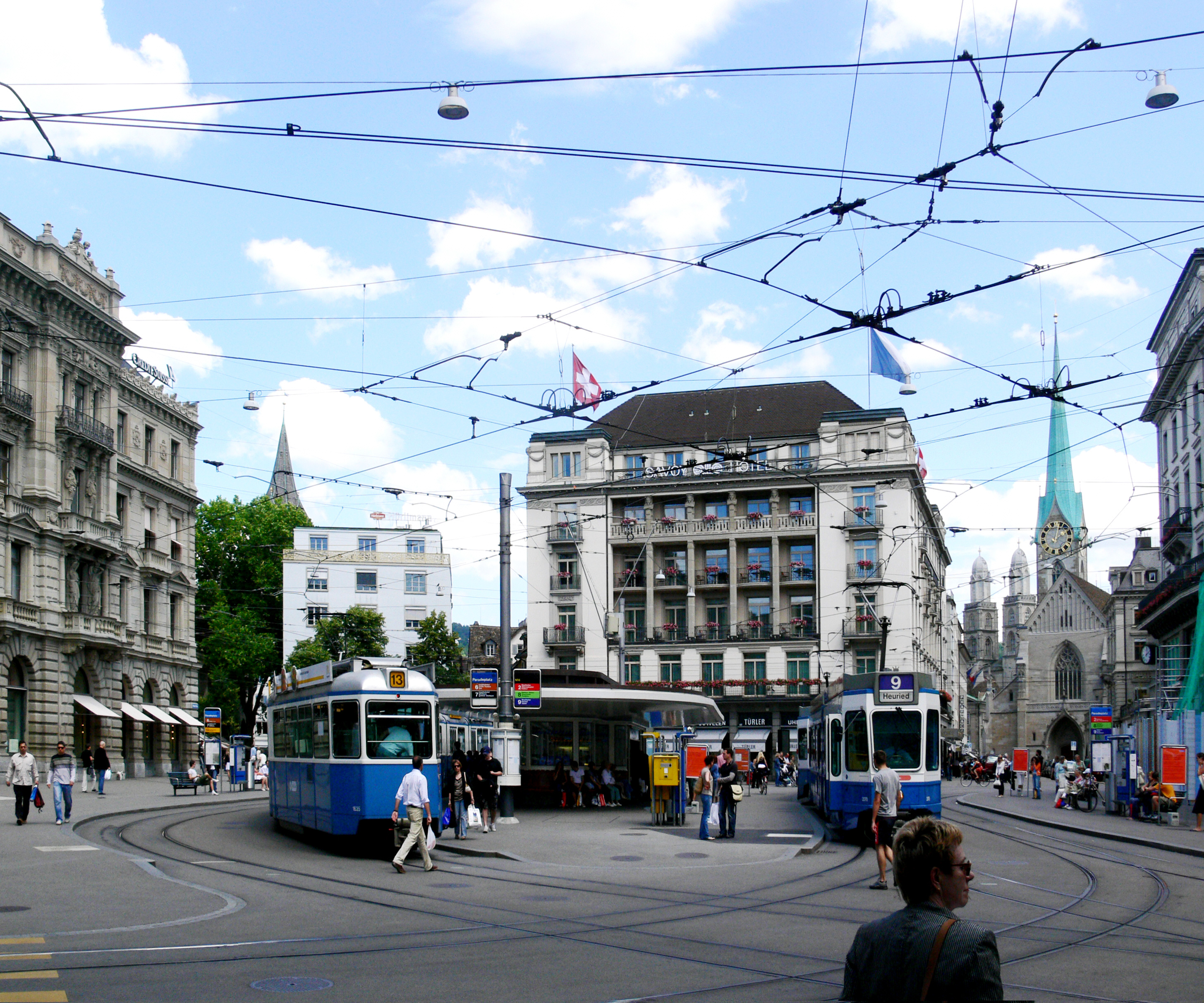
Paradeplatz

El sector turístico es el tercero que más ingresos genera en Zúrich, con cerca de 4500 millones de francos suizos de media al año. La ciudad recibe anualmente unos 9 millones de turistas que gastan un promedio de 400 francos suizos diarios. Los edificios y rasgos más característicos, por su valor histórico, se encuentran en el casco antiguo de Zúrich, con iglesias, edificios públicos y casas burguesas de la medievales, además de calles históricas eminentemente turísticas gracias a sus tiendas y demás comercios orientados a atraer a los visitantes. Entre ellas destaca la calle Bahnhofstrasse.
Las edificaciones religiosas son uno de los mayores atractivos de la ciudad. La Grossmünster es la catedral y el símbolo de Zúrich. De estilo románico, fue mandada construir por Carlomagno y data de los siglos IX y XIII. Destacan sus dos grandes y prominentes torres gemelas, una cripta que presume de ser la mayor de Suiza y un claustro románico. La iglesia de la abadía de Fraumünster, también de estilo románico, fue fundada en 853 por Luis el Germánico, nieto de Carlomagno. Fue símbolo de la aristocracia local; son de gran valor las vidrieras y la cripta original de la abadía. En Fraumünster residía la princesa abadesa a quien el rey Enrique III el Negro otorgó (a ella y al convento) el derecho de realizar mercados, acuñar monedas y cobrar peajes, entre otros privilegios. La iglesia de San Pedro de Zúrich, por su parte, es la más antigua de la ciudad y cuenta con el mayor reloj de Europa (8,7 m de diámetro).
Otros lugares de especial interés son el ayuntamiento de Zúrich, de estilo barroco; la Paradeplatz y la Bahnhofstrasse, con lujosas y exclusivas tiendas; los edificios medievales de Rennweg; el jardín botánico de Zúrich; el zoo de Zúrich, que contiene una réplica del bosque ecuatorial Masoala de Madagascar; el monte Uetliberg, el pico más alto de la ciudad y desde el que pueden disfrutarse privilegiadas vistas de la ciudad, el lago y los Alpes.

### Fiestas
| Fecha                               | Nombre en castellano   | Nombre local  | Notas |
| ----------------------------------- | ---------------------- | ------------- | --- |
| Tercer domingo y lunes de abril     | Campanadas de las seis | Sechseläuten  | Fiesta tradicional en la que se celebra el final del invierno. Comienza con desfiles de asociaciones gremiales y culmina el lunes a las 6 de la tarde con la quema de un muñeco de nieve cargado de artilugios pirotécnicos, llamado Böögg. La tradición dice que cuanto antes estalle la cabeza del muñeco, más cálido y soleado será el verano. |
| Cada tres años (3 de julio de 2004) | Fiesta de Zúrich       | Zürifest      | La celebrada en 2004 constó de exhibiciones pirotécnicas, espectáculos aeronavales y verbena con numerosos conciertos simultáneos en diversos lugares de la ciudad. Se celebra desde 1958. |
| Primer fin de semana de agosto      | Desfile callejero      | Street Parade | Encuentro de miles de seguidores de la música electrónica que recorren las calles de Zúrich bailando al ritmo que marcan los altavoces distribuidos por la ciudad y las caravanas que recorren el itinerario del cortejo. |

### Deporte
Zúrich tiene una larga tradición deportiva. El fútbol es el deporte más popular entre los zuriqueses y la FIFA, el máximo organismo futbolístico mundial, tiene su sede en la ciudad. Además, ha albergado los dos máximos eventos del fútbol mundial y europeo: el Mundial de Suiza 1954 y la Eurocopa 2008. En el Mundial, el estadio Hardturm-Stadion de Zúrich fue sede de varios partidos y del partido por el tercer y cuarto puesto. Sin embargo, para la Eurocopa los partidos en Zúrich se disputaron en el Letzigrund.
A nivel de clubes, la ciudad tiene dos de los equipos de fútbol más laureados del país: el Grasshopper Club es el equipo más importante de Suiza con veintisiete títulos de Liga, y el FC Zürich, cuarto equipo en cuanto a títulos ligueros (11) empatado con el BSC Young Boys de Berna. Los dos clubes zuriqueses son centenarios y juegan en la primera división, llamada Super Liga Suiza; son habituales en las competiciones europeas.
El hockey sobre hielo es otro deporte con gran afición en Zúrich, y la Federación Internacional de Hockey sobre Hielo tiene en la ciudad sus oficinas principales. El ZSC Lions es el equipo de hockey sobre hielo de la ciudad. Además, el Torneo de Zúrich se celebra anualmente y forma parte del circuito profesional del tenis femenino WTA.

## Transporte
Zúrich dispone de buenas comunicaciones aéreas, ferroviarias y de carreteras.

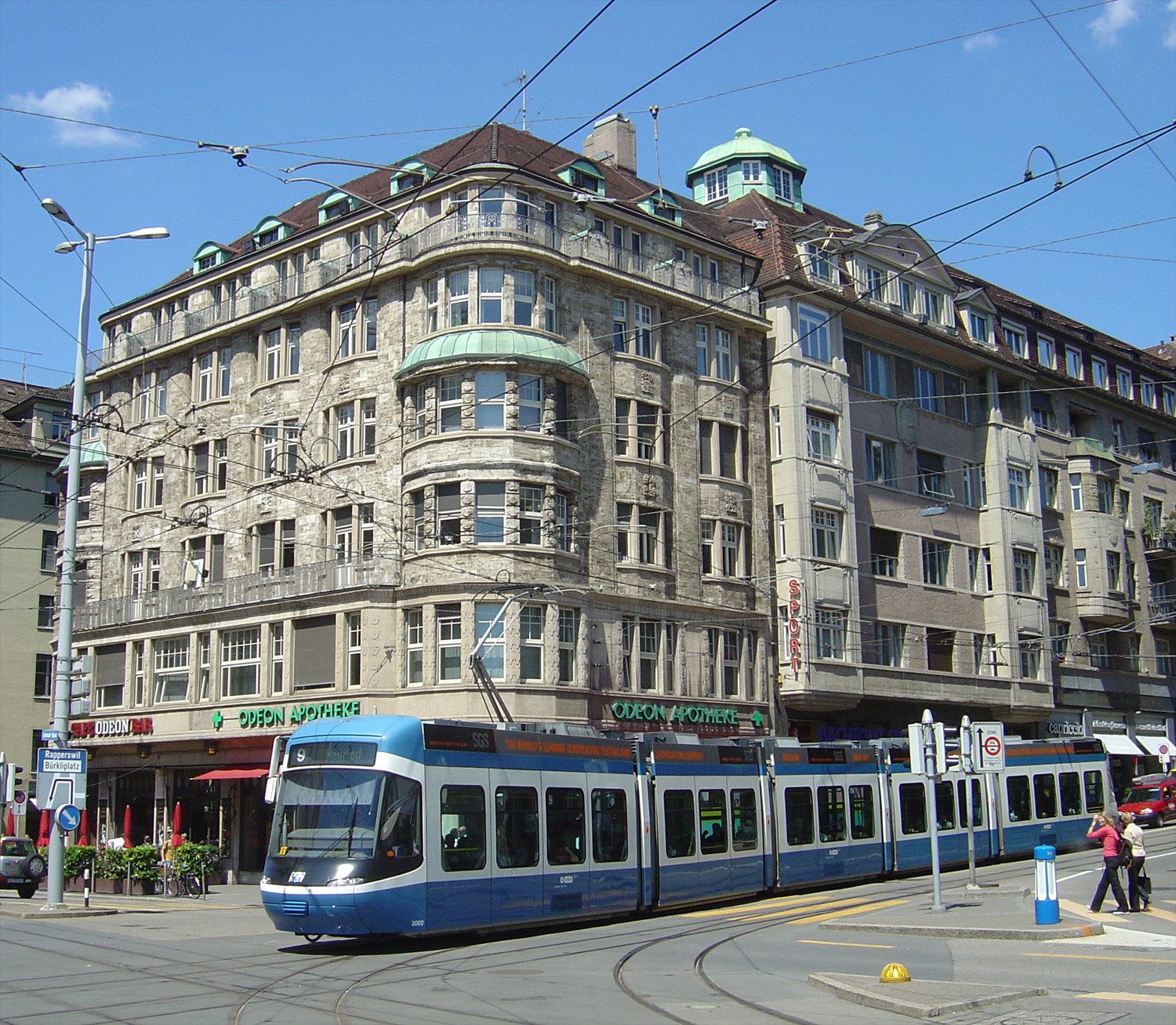
Tranvía de Zúrich

El Aeropuerto Internacional de Zúrich está situado a 11 km al noreste de la ciudad, en la localidad de Kloten, nombre por el que también es conocido. El aeropuerto es uno de los principales del mundo, ya que en él se efectúan escalas internacionales y está conectado con los cinco continentes. Cada año transitan por él 20 millones de pasajeros. Tiene dos terminales y ofrece una excelente comunicación mediante trenes, autobuses y por carretera, a través de la autopista A20 con ciudades como Berna y Basilea.
El ferrocarril es el medio de transporte preferido por los suizos. La Estación de Trenes de Zúrich de la SBB-CFF-FFS, también conocida como Hauptbahnhof, es la estación de ferrocarril más grande de Suiza y el epicentro del transporte ferroviario de Zúrich. El edificio se sitúa en el Distrito 1 de Zúrich, en Altstadt Zürich, poco antes de la confluencia del río Sihl con el Limmat, frente al Museo Nacional de Suiza.

Plano de la red de trenes S-Bahn

Por ella circulan trenes de alta velocidad como el InterCityExpress alemán, el CityNightLine, TGV o el Cisalpino que conecta Zúrich con Milán. asimismo existen conexiones diarias hacia y desde Roma, Venecia, Barcelona, Viena y Budapest. Otras estaciones importantes son Oerlikon, Stadelhofen, Hardbrücke, Tiefenbrunnen, Enge, Wiedikon y Altstetten.
Las carreteras y su designación siguen el sistema europeo (E, A y B). La A1 bordea Zúrich desde Ginebra y Berna hacia Winterthur y San Galo. La A3 hace lo propio con la parte suroriental del lago de Zúrich desde Lucerna (vía A4), Coira y Sargans. La A136 conecta Zúrich con Innsbruck y la E17 norte con Múnich, mientras que la E17 sur enlaza Zúrich con Basilea. La A51 es la autopista que une Zúrich con el aeropuerto de Kloten. Desde Basilea se tarda alrededor de una hora y desde Múnich unas tres horas.
En Zúrich y en su cantón, la Zürcher Verkehrsverbund (ZVV) es la empresa de transporte público que opera en la zona y presenta altos niveles de densidad de tráfico. Existen tres medios de transporte públicos: los S-Bahn o trenes de cercanía, tranvías y autobuses. Igualmente hay barcos que navegan por el lago y el río, y funiculares entre Adliswil y Felsenegg. Los transbordadores son un método muy popular para cruzar el Limmat o el lago hacia otras localidades vecinas, y la estación principal se encuentra en Enge, en la ribera oeste del lago de Zúrich. También hay otra estación en Bürkliplatz. Los billetes son válidos para todos los transportes públicos de la ciudad (trenes, tranvías, autobuses y barcos).

## Ciudades hermanadas
- Kunming (China)[31]
- León (México)
- San Francisco (Estados Unidos)[32]
- Miami (Estados Unidos)
- Viena (Austria)
- San Carlos de Bariloche (Argentina)